# Москалівська вулиця
Москалі́вська вулиця (до 1936 — Велика Москалівська, у 1936—2015 — Жовтневої Революції) — вулиця міста Харкова. Вулиця проходить по межі двох адміністративних районів Харкова — Новобаварського і Основ'янського. Починається від Мар'їнської вулиці, йде на південь, перетинає річку Лопань по Основ'янському мосту, далі йде територією Новобаварського району до Південної залізниці.

## Історія і назва
Перша згадка про Москалівку міститься в книзі «Роспись церковных приходов города Харькова на 1724 год». У ній зазначені 16 домовласників Москалівської вулиці Воскресенської парафії. Вважається, що назва вулиці і місцевості походить від слова «москаль» у значенні «солдат». У цей період в армії Петра I вже були солдати, а не стрільці. Серед зазначених у книзі парафіян є домовласники із прізвищем Москаль. Один з них — Меркул Москаль — жив на вулиці «До Меркула». Ця вулиця, імовірно, вела до шляху на Основу (маєток поміщиків Квіток). Саме цей шлях на Основу стали називати Москалівською вулицею. Можна припустити, що назва пов'язана з прізвищем Меркула Москаля.
Землі місцевості Москалівка належали двом багатим родинам. На північ від вул. Заіківської (нині вул. Гольдбергівська) лежали володіння купців Карпових. На південь від Заіківської і на схід від Москалівської були землі родини поміщиків Квіток. Ця місцевість отримала своєрідну назву «Аравія», можливо тому, що ґрунти тут були малородючі.
На початку XIX століття Москалівка ще вважалась передмістям, але у 1850-ті роки вона вже входить до складу міста. Активне заселення Москалівки розпочалось у 1829 р. До сер. XIX ст. вулиця була забудована від початку і до Заіківської. До сер. 1880-тих років Велика Москалівська вулиця простягалась уже до Основ'янської греблі на річці Лопань. 
У 1882 р. на Москалівку провели лінію водопроводу і встановили 3 водорозбірні колонки. До того мешканці брали питну воду з карпівських криниць або купували її у водовозів.
У 1884—1885 роках Москалівську вулицю забрукували від початку і до Заіківської вулиці, і проклали нею лінію конки, яка вела до Ветеринарного інституту на Сумській. У 1903 р. Москалівську забрукували до Основ'янської греблі, поруч із якою було розташоване депо конки.
Приблизно з сер. XIX ст. почалось активне виникнення й розвиток промислових підприємств в районі Москалівки. Крім невеликих заводів і майстерень, з'явились і ті підприємства, що працюють і сьогодні. Це заснований у 1891 р. промисловцем М. Ф. фон-Дітмаром механічний і чавуноливарний завод (нині завод «Світло шахтаря»), а також заснований у 1900 р. Г. Берлізовим механічний і чавуноливарний завод (нині Харківський завод імені Т. Г. Шевченка).
На поч. XX століття район Москалівки доєднався до селища Основа.

## Будинки

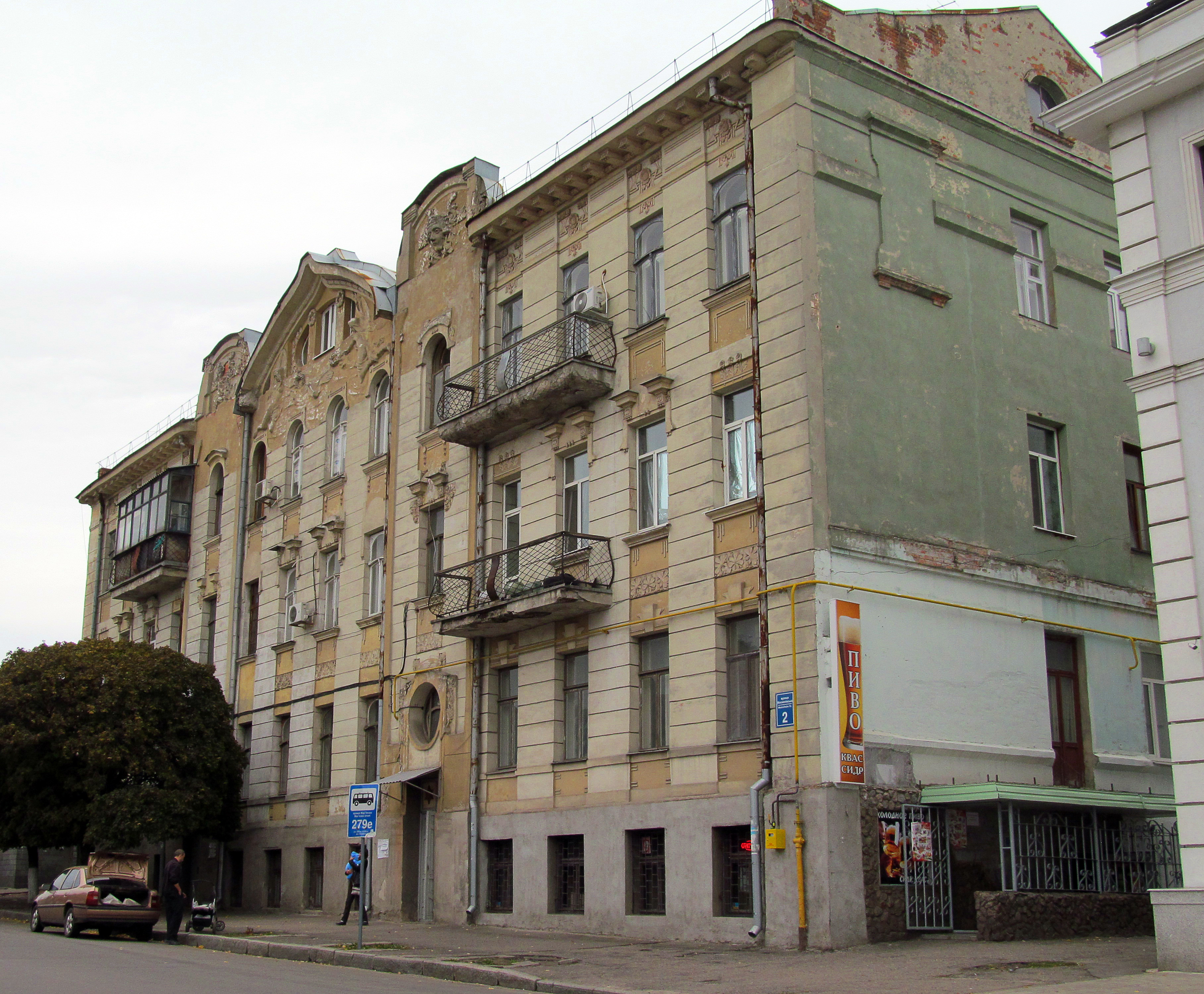
Буд. № 2

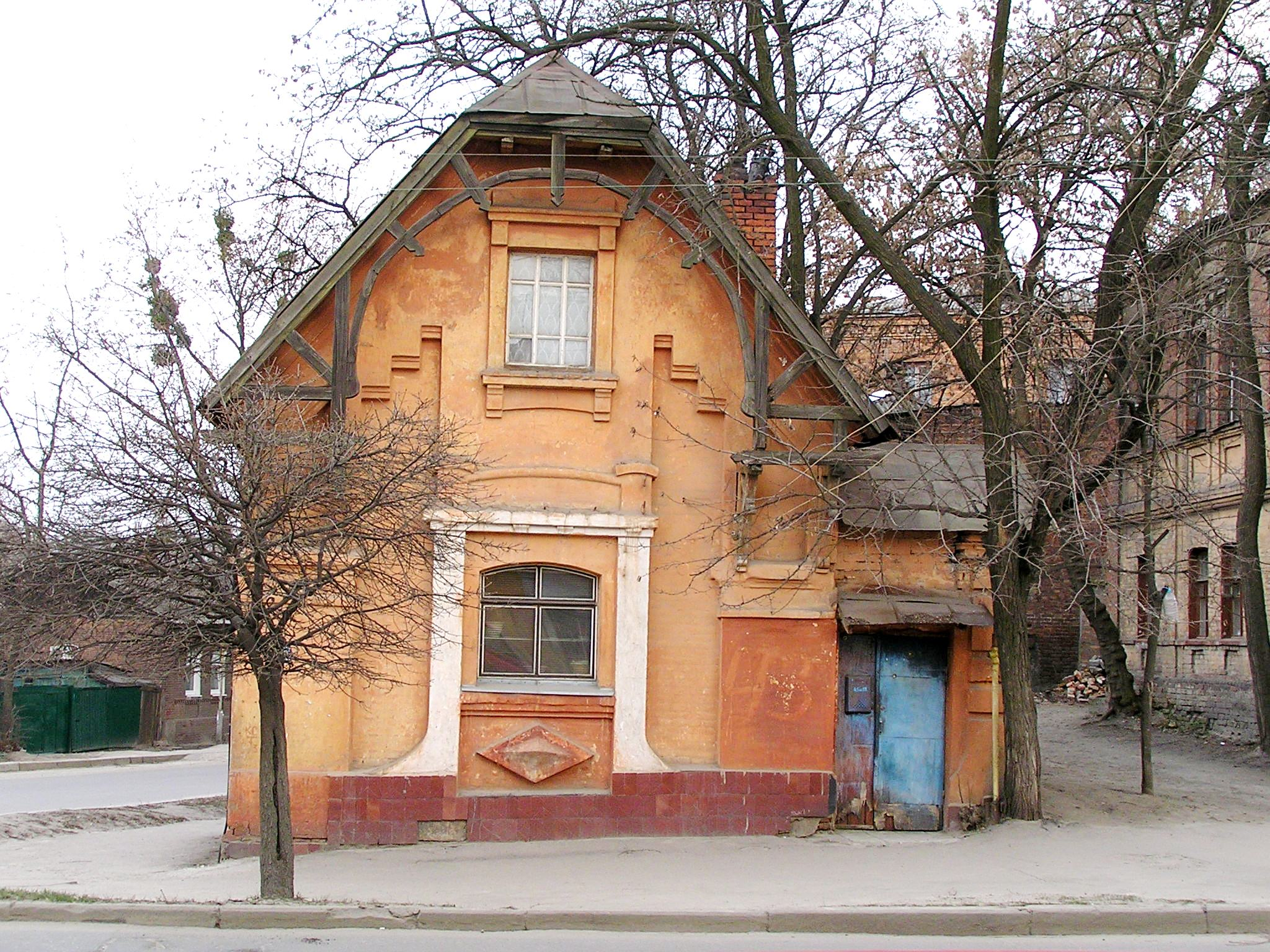
Буд. № 45. Водорозбірна будка

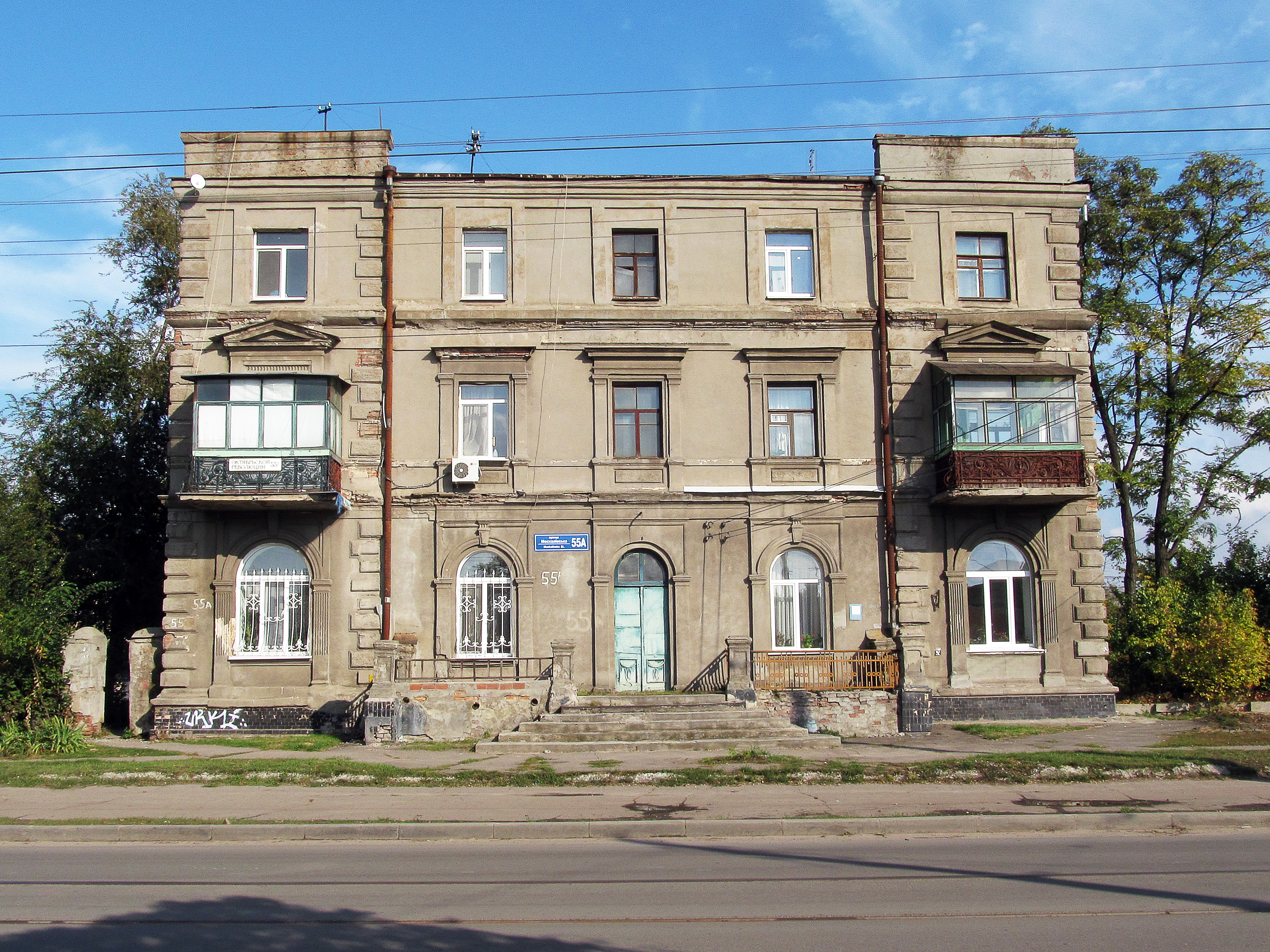
Буд. № 55а

- Буд. № 2 — Пам'ятка архітектури Харкова, житловий будинок, 1910-і роки. Архітектор, імовірно, Л. Р. Леневич. Втім, Володимир Тимофієнко вважає автором проєкту М. І. Дашкевича[2].
- Буд. № 20 — Пам. арх., особняк, 1913 р. Архітектор, імовірно, О. І. Ржепішевський.
- Буд. № 22 — Триповерховий житловий будинок. На першому поверсі розташована аптека з анотаційною табличкою при вході «Аптека основана в 1905 г.»
- Буд. № 44 — Житловий будинок. З 1914 р. і до кінця життя тут, на другому поверсі, мешкав художник Михайло Ткаченко.[3]
- Буд. № 45 — Пам. арх., водорозбірна будка (так звана «басейня»), поч. XX ст. Архітектор невідомий.
- Буд. № 52 — Будинок був зведений у 1899 р. міщанином Овчаровим, і до жовтневої революції в ньому розміщались пошта й телеграф. З 1917 р. й дотепер це відділення пошти № 4.
- Буд. № 55а — Пам. арх., житловий будинок з огорожею. Архітектор А.К. Гірш, 1884 р.
- Буд. № 128 — Аптека № 24, заснована у 1895 р.[4]
- Буд. № 142 — Дитяча школа мистецтв № 2 ім. П. І. Чайковського.[5] 15 квітня 2014, на фасаді будівлі школи встановлено пам'ятний знак — меморіальну дошку педагогу та музичному діячеві XX століття Володимиру Комаренку, який був директором цієї школи.[6]

## Державні й комунальні установи
- Буд. № 57/59 — Харківміськгаз, ВАТ по газопостачанню та газифікації.[7]
- Буд. № 58 — Новобаварський відділ державної виконавчої служби Харківського міського управління юстиції.[8]
- Буд. № 139 — Департамент страхового фонду документації Міністерства України з питань надзвичайних ситуацій та у справах захисту населення від наслідків Чорнобильської катастрофи, ДП.[9]
- Буд. № 148 — Харківська філія Державного науково-дослідного інституту з лабораторної діагностики та ветеринарно-санітарної експертизи. Обласна державна лабораторія ветеринарної медицини.[10]

## Медичні заклади
- Буд. № 59 — Харківська міська поліклініка № 22. Зведення цієї будівлі було розпочато в 1931 р. за проектом архітектора П. І. Фролова під керівництвом арх. В. А. Естровича. Тоді це була 6-а робітнича поліклініка. Будівля постраждала під час війни і була відновлена.
- Буд. № 61 — Косметологічна лікарня.[11]

## Промислові підприємства

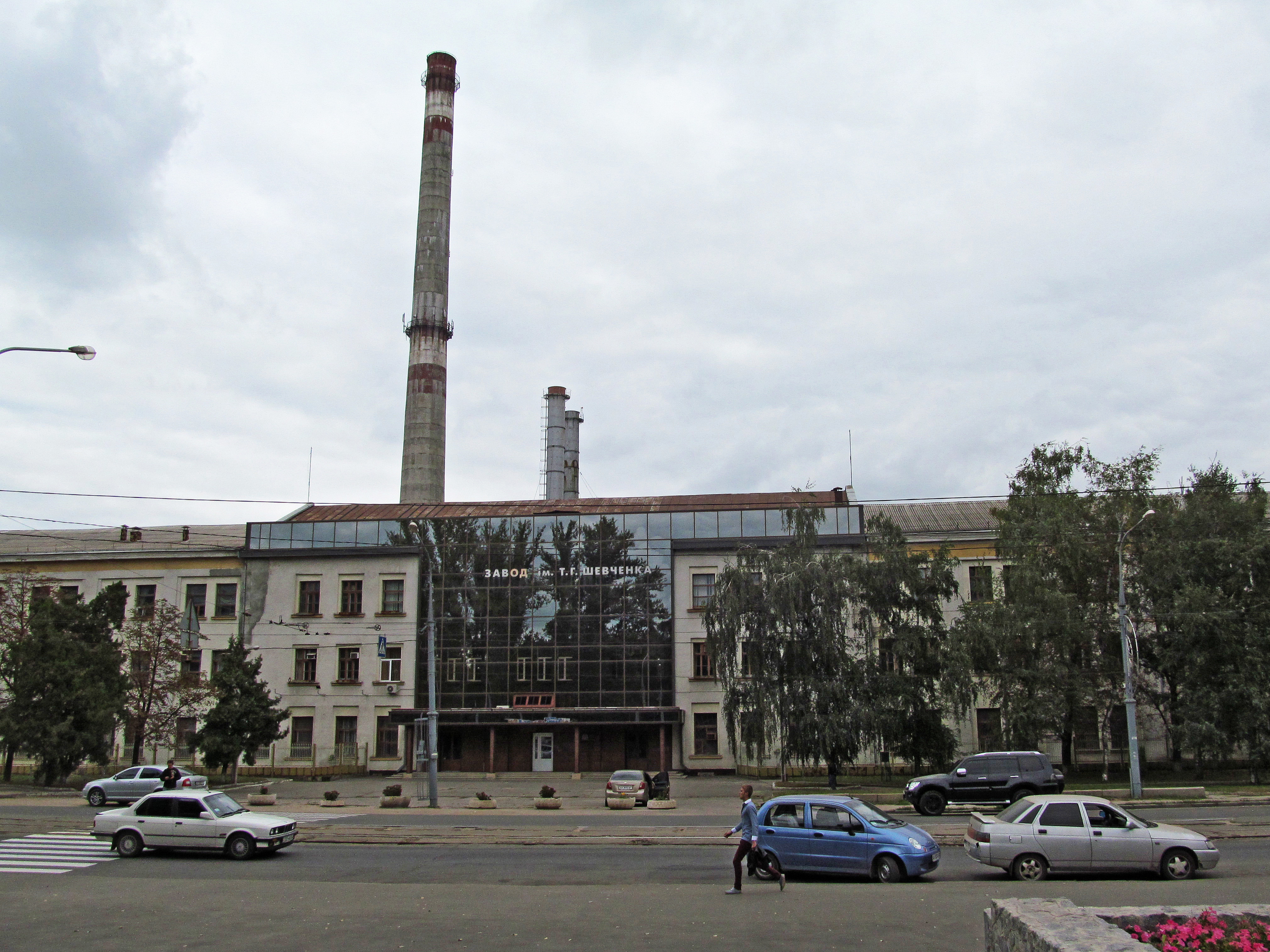
Харківський приладобудівний завод ім. Т. Г. Шевченка

- № 93 — Казенне підприємство «Харківська геологорозвідувальна експедиція».[12]
- № 99 — Державне підприємство «Харківський приладобудівний завод ім. Т. Г. Шевченка»[13] За цією ж адресою розташовані підрозділи пожежної охорони промислових об'єктів ХДПЗ ім. Т. Г. Шевченка.

## Парки

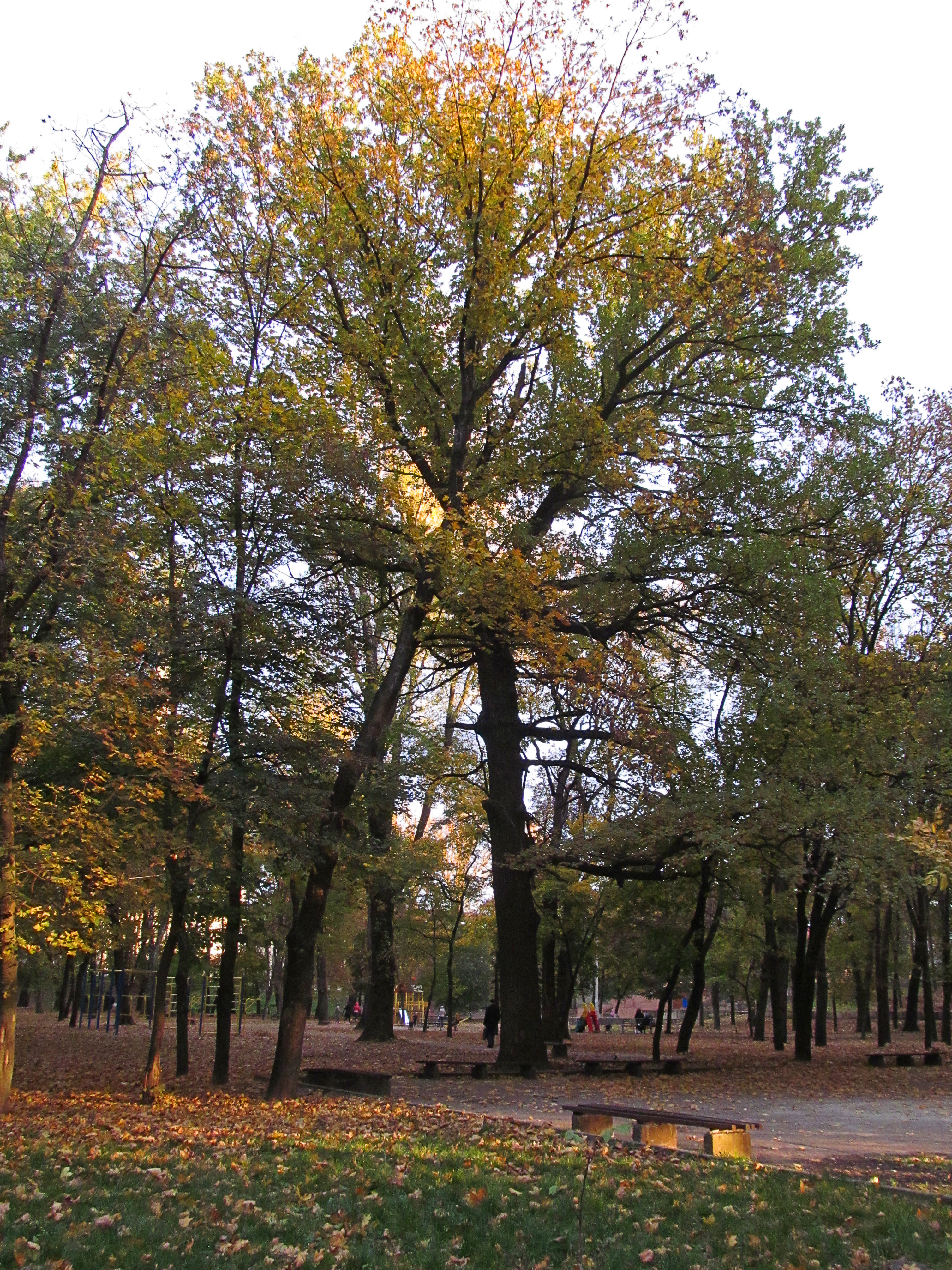
Старий дуб у парку ім. Квітки-Основ'яненка

На березі Лопані біля Основ'янського мосту розташований Парк ім. Квітки-Основ'яненка.

## Храми

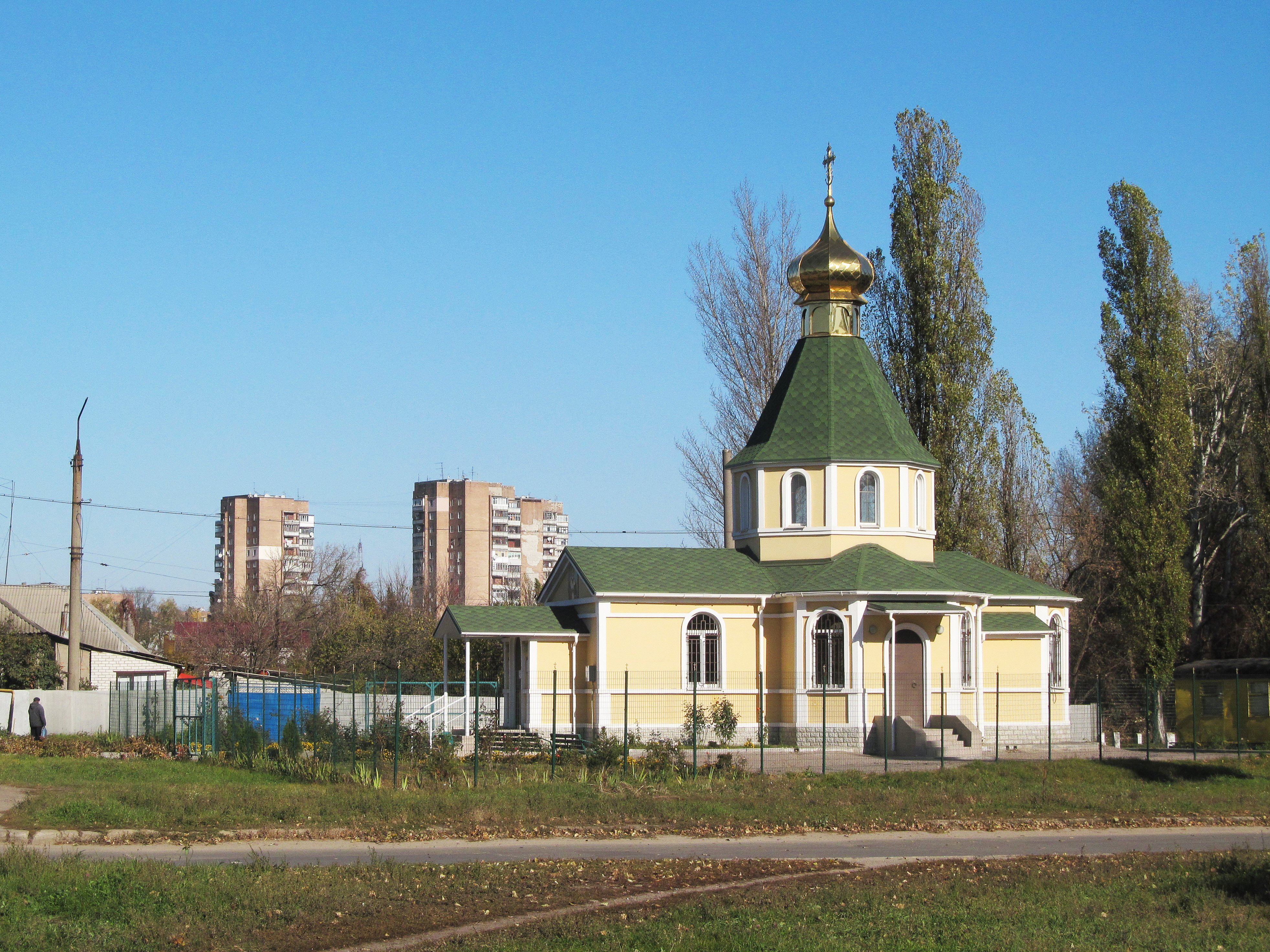
Свято-Миколаївський Храм

В кінці вулиці, біля трамвайного кола, розташований Свято-Миколаївський Храм (адреса — вул. Власенка, 1). Освячений у 2013 році.
У 1860—1869 роках була побудована велична кам'яна Преображенська церква на місці, де зараз вул. Конєва долучається до Москалівської. Ділянку землі під церкву пожертвував купець Карпов. Церква простояла близько ста років. На початку 1960-х років церкву підірвали й проклали трамвайну лінію, яка зв'язала Москалівську вулицю з Південним вокзалом. Зараз на цьому місці розташований невеликий сквер.

## Транспорт
Вулицею ходить трамвай, маршрути 3, 7, 27. На Москалівській, 199а, розташоване Новобаварське трамвайне депо, а в самому кінці вулиці — трамвайне коло (кінцева зупинка маршрутів 3 і 27 «Новожанове»).
Також ходять автобуси маршрутів 112е, 211е, 219е, 258е, 279е.
Зупинки громадського транспорту:

Вул. Москалівська — Косметологічна поліклініка — Вул. Валер'янівська — Парк ім. Квітки-Основ'яненка — Вул. Миколи Бажана — Новобаварське депо — Новожанове.
Кінець Москалівської вулиці підходить до гілки Південної залізниці. Тут розташовані станції «7 км» і «Новожанове».